# Облик ушне ресице
Облик ушне ресице је нормална особина човека која се наслеђује моногенски и аутозомно доминантно и рецесивно зависно од облика.
Ушна ресица (лобус) је завршетак ушне шкољке који може да буде:
- слободан
- везан (срастао).

Слободна ушна ресица је детерминисана доминантним, а везана рецесивним алелом.